# Рок Бразилец
Рок Бразилец (исп. Roche Brasiliano, настоящее имя Геррит Герритзон, нидерл. Gerrit Gerritszoon) — в середине XVII века один из самых заметных пиратов на Тортуге. Получил такое имя потому, что провёл много времени в Бразилии.
Согласно историкам, он родился в голландском городе Гронингене, откуда семья его отца, негоцианта, переехала в Голландскую Бразилию, где Рок жил до 1641 года, пока вновь отделившаяся Португалия не восстановила контроль над колонией. После этого, от случая к случаю, он появляется на Тортуге.
«Биограф» флибустьеров Эксквемелин дал Року Бразильцу такую характеристику: «Этот пират принадлежал к тому типу людей, у которых деньги никогда не лежат без дела, — такие люди пьют и развратничают до тех пор, пока не спустят все до последнего гроша. Некоторые из них умудряются за ночь прокутить две-три тысячи реалов, так что к утру у них не остаётся даже рубашки на теле».
Начинал Рок как рядовой пират. Ему удалось снискать уважение и собрать вокруг себя людей, которые взбунтовались против своего капитана, захватили его корабль и провозгласили капитаном Рока. Немного спустя они добыли себе корабль, который с большой суммой денег шел из Новой Испании. Захватив его, пираты отправились на Ямайку. Эта удача создала Року среди пиратов большую славу, а сам он чрезмерно этим возгордился. 
Рок Бразилец в совершенстве овладел ремеслом флибустьера: он сочетал в себе храбрость воина и мастерство кормчего, одинаково хорошо владел всеми видами оружия, в том числе и индейским луком. Как и большинство других пиратов, он был необуздан и свиреп; по многочисленным рассказам мог идти по улице в пьяном виде и гневно рубить каждого встречного саблей. Из-за этого немало людей пострадало и стало увечными. 
А у испанцев Рок стал известен как самый злой насильник и тиран — жестокостям его не было предела. Однажды он посадил несколько человек на деревянный кол, а остальных связал и бросил между двумя кострами. Так он сжег их живьем, как свиней. А вина этих людей заключалась лишь в том, что они пытались помешать его черному делу и спасти свой свинарник, который он намеревался разграбить.
Рок Бразилец исчезает неожиданно, в зените своей «славы» и дальнейшая судьба его — очередное белое пятно в истории. Скорее всего, он разделил участь многих пиратов того времени, и останки его покоятся где-то на морском дне.